# Wehencocktail

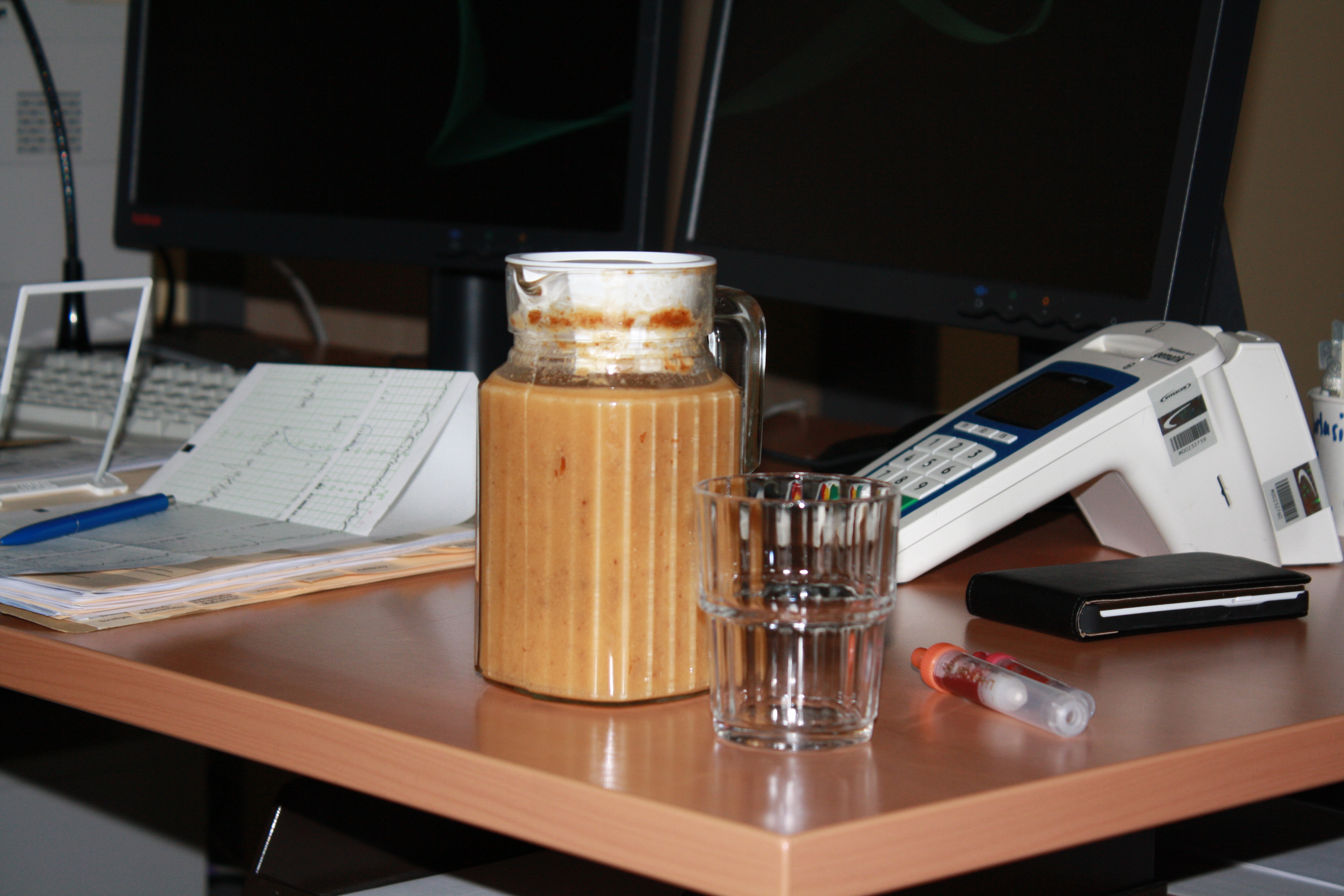
Verzehrfertiger Wehencocktail

Als Wehencocktail wird eine Mischung aus verschiedenen zum Teil arzneimittelwirksamen Stoffen zur Einleitung der Geburtswehen bezeichnet, die in der Geburtshilfe zum Einsatz kommt.

## Wirkungsweise
Arzneimittelbestandteil jedes Wehencocktails ist Rizinusöl, daneben werden andere Flüssigkeiten hinzugegeben, die entweder die Wirkung verstärken oder der geschmacklichen Verbesserung des Cocktails dienen sollen. Die in Rizinus enthaltene Rizinolsäure wirkt auf die Darmfunktion und löst so Reaktionen aus (z. B. starke Kontraktionen der Darmmuskulatur). Lange wurde angenommen, dass diese dem Körper der Schwangeren signalisieren, dass sich die Lebensbedingungen des ungeborenen Kindes akut verschlechtern und aus diesem Grund zu heftigen Wehen führen. Es ließ sich jedoch nachweisen, dass Rizinolsäure direkt auf Prostaglandinrezeptoren der Muskelzellen in der Gebärmutter, wie auch im Darm, wirkt. Daher kommt es neben der für ein Abführmittel typischen Symptome auch zu einer Anregung der Gebärmutterkontraktionen. Zur Wirksamkeit bestehen nur wenige, kleine Studien, die einen geburtbeschleunigenden Effekt andeuten, allerdings trat als sehr häufige Nebenwirkung Übelkeit und Durchfall auf. In einer systematischen Übersichtsarbeit wird die Datenlage aufgrund des schwachen Studiendesigns als nicht ausreichend zur Beurteilung der Wirksamkeit bewertet. Es existieren Fallberichte über verschiedene Komplikationen beim Einsatz von Rizinusöl in der Geburtshilfe, die jedoch nicht spezifisch für Geburtseinleitungen sind.

## Anwendung
Bei Überschreitung des errechneten Geburtstermins um vierzehn Tage liegt eine Übertragung vor. Im deutschsprachigen Raum ist zudem für den Zeitraum von der 40+1 bis 41+6 Schwangerschaftswoche der Begriff Terminüberschreitung etabliert. Aufgrund des bereits vor der eigentlichen Übertragung kontinuierlich ansteigenden Risikos für eine fetale Mortalität und Morbidität durch Plazentainsuffizienz soll in Deutschland eine Geburtseinleitung ab dem 3. Tag der 42. Schwangerschaftswoche (41+3 SSW)  empfohlen werden. Ab der 42+0 Schwangerschaftswoche ist eine Geburtseinleitung oder ein Kaiserschnitt indiziert. Zu den geburtseinleitenden Maßnahmen kann auch die Gabe eines Wehencocktails zählen.

## Risiken
Wehencocktails können von medizinischen und pharmakologischen Laien hergestellt und ohne ausreichende medizinische Indikation und ärztliche Überwachung eingenommen werden. Die Hebamme Ingeborg Stadelmann distanzierte sich speziell von der Einnahme von Eisenkraut als Zutat des Cocktails. Der gewünschte Effekt der Geburtseinleitung kann nur dann eintreten, wenn sich auch der Muttermund öffnet. Daher birgt die Einnahme eines Wehencocktails bei noch nicht geburtsbereiten Frauen (fehlende Muttermundreife) Gefahren für Mutter und Kind.